# 丸子信号場
丸子信号場（まるこしんごうじょう）は、東京都大田区田園調布本町にあった、日本国有鉄道（国鉄）の信号場である。東海道本線貨物支線（品鶴線）西大井駅 - 武蔵小杉駅間の高架線上にあり、高架下には東京急行電鉄沼部駅があった。

## 概要
複線の品鶴線から専用線を分岐させるために1950年（昭和25年）に開設された信号場。配線は、下り線から新鶴見方に分岐する専用線と、下り線と上り線を結ぶ渡り線のみであった。
分岐していた専用線は新鶴見方に分岐後、大きくカーブを描いて南へ向かい、多摩川の土手を通り、三菱日本重工業東京製作所へ至っていた。信号場開設前の1949年（昭和24年）末からあった専用線は、在日米軍の管理下におかれていた、同製作所で修理する戦車を搬入するために使用されていた。戦車は、長物車に載せられるか、または解体され有蓋車で輸送されていた。
1950年（昭和25年）に朝鮮戦争が勃発すると大量の戦車が送られてきたが、休戦すると列車の入線は激減、1956年（昭和31年）6月30日に同製作所のアメリカ軍管理が終了すると、使用されなくなった。その後1957年（昭和32年）に、用途がなくなった丸子信号場は廃止された。
専用線が通っていた土手の築堤は、東海道新幹線の建設が始まる頃まで残っていた。東京製作所の跡地は、鵜の木駅南西の住宅地付近である。

## 歴史
- 1950年（昭和25年）5月20日：開設[1]。
- 1957年（昭和32年）7月17日：廃止[1]。

## 隣の駅
日本国有鉄道
東海道本線貨物支線（品鶴線）
蛇窪信号場 - 丸子信号場 - 新鶴見操車場
※当時のもの。現在は両側に西大井駅・武蔵小杉駅がそれぞれ開業している。